# Abdelaziz Ahanfouf
Abdelaziz Ahanfouf (Flörsheim am Main, 14 gennaio 1978) è un ex calciatore marocchino con cittadinanza tedesca, di ruolo attaccante.

## Carriera

### Club
Conta 60 presenze e 12 reti nella Bundesliga, 122 presenze e 42 reti nella Zweite Bundesliga.
Ha fatto parte della nazionale di calcio del Marocco, nella quale ha disputato 6 incontri fra il 2004 e il 2005.

### Nazionale
Tra il 2004 ed il 2005 ha giocato complessivamente 6 partite con la nazionale marocchina.

## Palmarès
- Fußball-Regionalliga: 1

Darmstadt: 2010-2011 (girone sud)